# Wola Postołowa
Wola Postołowa dawniej też Wola Postołowska – część miasta Lesko, położona nad Sanem na terenie gminy Lesko. Obecnie liczy 14 domów i 93 mieszkańców.
Na zachodnim skraju wsi zachował się drewniany dworek z I poł. XIX wieku.

## Historia
Lokowana na prawie niemieckim w dobrach Kmitów. Pierwsza wzmianka o miejscowości pochodzi z 1441 r. W 1921 roku wieś liczyła 67 domów i 395 mieszkańców (364 grek., 31 rzym.).
Dawniej wieś i gmina jednostkowa w powiecie leskim, za II RP w woј. lwowskim. W 1934 w nowo utworzonej zbiorowej gminie Lesko, gdzie utworzyła gromadę.
W 1939 roku znalazła się w granicach ZSRR i jej mieszkańcy zostali wysiedleni z powodu oczyszczania strefy nadgranicznej. Następnie w powiecie Sanok w dystrykcie krakowskim (Generalne Gubernatorstwo); okupant niemiecki włączył całą przedwojenną gminę Lesko do Leska.
Po wojnie w reaktywowanej gminie Lesko w powiecie leskim, w nowo utworzonym województwie rzeszowskim. Jesienią 1954 zniesiono gminy tworząc gromady. Posada Leska weszła w skład nowo utworzonej gromady Lesko. 1 listopada 1972, w związku ze zniesieniem powiatu leskiego, gromada weszła w skład nowo utworzonego powiatu bieszczadzkiego w tymże województwie. Tam przetrwała do końca 1972 roku, czyli do kolejnej reformy gminnej.
1 stycznia 1973 ponownie w gminie Lesko. Od 1 lipca 1975 w województwie krośnieńskim.
1 stycznia 1998 włączona do Leska.